# Cua de ventall de les Visayes
El cua de ventall de les Visayes (Rhipidura albiventris) és un ocell de la família dels ripidúrids (Rhipiduridae).

## Hàbitat i distribució
Habita els boscos de les illes de Ticao, Masbate, Panay, Guimaras i Negros, a les Filipines occidentals.